# 圓覺寺址十層石塔
圓覺寺址十層石塔（韓語：서울 원각사지 십층석탑）是位於韓國首爾鐘路區塔谷公園內的一個古蹟寶物，自1920年起開放參觀，是朝鮮時代最具代表性的石塔。1962年12月20日被定為大韓民國國寶第2號。

## 歷史沿革
圓覺寺，興建於1465年(朝鮮世祖11年)，1897年朝鮮高宗聽取英國人Brown的建議轉而改造為首爾最早的近代式的塔谷公園。
圓覺寺址十層石塔，是朝鮮時期最具代表性的石塔，興建於朝鮮世祖13年(1467年)，高約12公分，主要由灰白色大理石製成，寶塔角落使用彩色雕塑，由三層樓高和十層高的寶塔組成。三層的塔基底從上往下看呈“亞”字型。十層高的塔身浮雕著人物、龍鳳、獅子、蓮花、菩薩…等圖案。2000年，表面嚴重受損，因此加裝了玻璃保護要角。圓覺寺址十層石塔與敬天寺十層石塔兩者外觀十分相似。

### 名稱由來
2010年12月27日，國家文化遺產管理局通過應用行政區域名稱和韓文拼寫，將以前的名稱「 Wongaksa Pagoda」更改為「 Seoul Wongak-saji Pagoda」 。